# Dale City
Dale City est une census-designated place située dans le comté de Prince William, dans l’État de Virginie, aux États-Unis. Lors du recensement de 2020, elle comptait 72 088 habitants.